# Lost River (Québec)
Pour les articles homonymes, voir Lost River.
Lost River est un village ou hameau compris dans le territoire de la municipalité du canton de Harrington en Argenteuil au Québec (Canada). 

## Toponymie
Le village est nommé d'après la rivière Perdue (en anglais : Lost River), un affluent de la rivière Rouge. La rivière est nommée ainsi parce qu'en aval des petits lacs dont elle est la décharge, elle passe sous un pont naturel fait de roc calcaire, d'une largeur d'environ 15 m et couvert de terre et d'arbres. Le pont est de niveau avec le sol environnant, si bien que lors de son passage sous ce pont naturel, la rivière n'est plus visible,. 

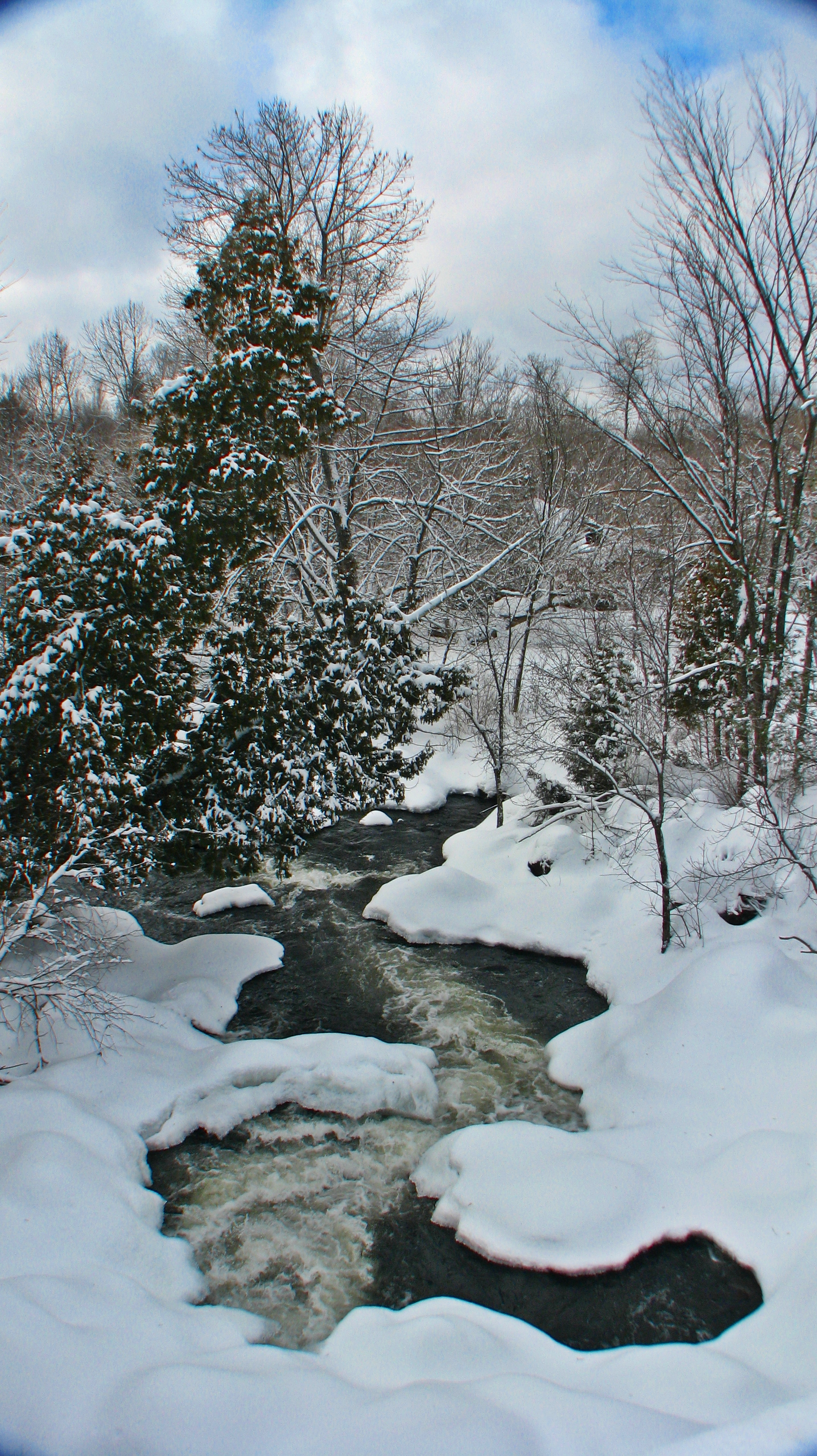
La rivière Perdue près de Lost River.

## Géographie
Lost River est situé à 25 km au nord-ouest de Lachute. Il est implanté dans un décor de vallons boisés.
Le lieu est drainé par la rivière Perdue.

## Histoire
Les premiers Européens à s'établir à Lost River sont Neill Bethune et Donald McQuaig, originaires de Glenelg (Écosse) (en). Ils s'établissent d'abord à Lochiel, près d'Alexandria (Ontario), en 1849, avant de déménager dans les environs de Lost River l'année suivante. Ils sont rejoints par Alexander Bethune, aussi originaire de Glenelg, ayant aussi habité à Lochiel avant d'acquérir en 1855 100 acres de terres dans le canton d'Harrington. Issus des Highlands, les pionniers du hameau parlent uniquement le gaélique.
Vers 1875, un bureau de poste est établi près de la rivière Perdue sur la route alors nommée Old Harrington Road.
En 1896, le hameau est formé d'un moulin à scie, un magasin général, un hôtel, une salle de réunion de l'Ordre d'Orange, deux ateliers et quatre habitations. Une église presbytérienne est érigée en 1897 par la famille Fraser, impliquée dans le commerce et la politique locale,.
Le film d'horreur The Lodge est tourné en partie en 2018 à Lost River.